# Vikramarjuna Vijaya
Cette page contient des caractères d'alphasyllabaires indiens. En cas de problème, consultez Aide:Unicode.
Vikramarjuna Vijaya, en kannada ವಿಕ್ರಮಾರ್ಜುನ ವಿಜಯ (Vikramārjunavijayam) (trad. Victoire du puissant Arjuna), également connue sous le nom de Pampa Bharata, est une œuvre du poète jaïn Pampa écrite en vieux kannada (en) au Xe siècle. Ce poème profane écrit dans le style champu recrée le Mahabharata de Vyasa en mettant l'accent sur Arjuna, décrit sous les traits du roi Arikesari II (en). Grâce à une langue brillante et malgré quelques incohérences, Vikramarjuna Vijaya a traversé le temps et constitue encore aujourd'hui un des grands classiques de la poésie de langue kannada.

## Contexte
Vikramarjuna Vijaya, en kannada ವಿಕ್ರಮಾರ್ಜುನ ವಿಜಯ (Vikramārjunavijayam) (trad. Victoire du puissant Arjuna), également connue sous le nom de Pampa Bharata ou plus rarement de Samasta Bharata, est la seconde épopée du poète jaïn médiéval Pampa. Après Ādipurāṇa, un texte à vocation religieuse qu'il achève en 942, il s'attaque à recréer le Mahabharata de Vyasa sous une forme condensée. Il termine vers 950 cette œuvre profane bien plus ambitieuse. Pampa n'est pas le premier à adapter le Mahabharata, mais il est le premier à avoir essayé d'en capturer l'entièreté. Vikramarjuna Vijaya en est par ailleurs la plus ancienne transcréation connue dans une langue indienne moderne,.
Pampa qui était un poète de cour, met en valeur son mécène Arikesari II (en), le souverain de la dynastie Chalukya du royaume de Vemulavada (en) recouvrant actuellement l'état de Telangana en Inde, sous les traits d'Arjuna devenu le personnage central de l'épopée. Il l'indique dans le dernier chant en précisant qu'il s'agit d'une œuvre de commande : « …il [Arikesari] voulait que sa renommée soit établie de par le monde et lui [Pampa] a demandé de composer un conte historique en ce sens ». Mais quelle que soit la raison qui a poussé Pampa à composer Vikramarjuna Vijaya, le roi a probablement beaucoup apprécié d'être présenté sous les traits du héros pandava car il lui a offert des bijoux et un agrahara (en) en récompense,.  
La beauté des images et la richesse du style et de la langue ont fait de Vikramarjuna Vijaya un des grands classiques de la poésie kannada. Elle n'était cependant connue que sous la forme de manuscrits jusqu'à ce que l'orientaliste Lewis Rice (en), qui avait établi la première biographie de Pampa en 1882, la publie en 1898.

## Composition
Vikramarjuna Vijaya est écrite en vieux kannada (en), aussi appelé halegannada, dans le style champu. Organisée en 14 chants et comprenant 1 609 vers intercalés de passages en prose constitués de 3 410 lignes, cette épopée est une transcréation du Mahabharata dont elle reprend et réarrange les éléments les plus significatifs. Il s'agit donc d'une version considérablement abrégée par rapport à celle attribuée à Vyasa. Pour alléger ainsi le texte, Pampa a fait le choix d’omettre et de simplifier de nombreux passages dont ceux à vocation métaphysique tels que la Bhagavad-Gita qui se trouve par exemple réduite a un seul vers encadré de quelques phrases de prose. Malgré ces simplifications, il s'attache a supporter dans son épopée les contraintes poétiques de son temps comme les dix-huit descriptions, les neuf rasa ou les séquences mythologiques. Il s'éloigne néanmoins de la poésie sanskrite en jetant les bases d'une littérature propre à la langue kannada se situant dans la continuité du Kavirajamarga (en), un traité de rhétorique, poésie et grammaire écrit vers 875 par Srivijaya.
Dans le dernier chant, Pampa décrit son poème comme étant laukika, adjectif kannada ಲೌಕಿಕ (laukika) qui peut se traduire par profane ou temporel. Il indique ainsi s'éloigner des interprétations religieuses jaïns du Mahabharata déjà connues à l'époque et peut dès lors représenter Arikesari II, qui était hindou, sous la forme d'Arjuna, le guerrier flamboyant. Mais il ne parvient pas à se départir de certaines modifications jaïns comme celle qui rejette la polyandrie de Draupadi vue comme un grave péché. La Draupadi de Pampa n'est donc mariée qu'au seul Arjuna. Cette simple altération a des conséquences importantes sur la cohérence de son épopée car elle rend de nombreux passages illogiques. Le moment par exemple où Bhima jure de venger Draupadi insultée par Dushasana (en) alors qu'Arjuna, pourtant son mari, reste en retrait perd beaucoup en crédibilité. L'influence jaïn apparaît aussi dans le final de Vikramarjuna Vijaya où Yudhishthira ne monte pas au ciel avec ses frères mais se retire dans l'ascèse, ce qui permet à Pampa de terminer sur une note hagiographique en couronnant son valeureux Arjuna/Arikesari avec sa reine Subhadra,. Cette fin particulière qui omet les sept derniers chapitres du Mahabharata, renforce l'aspect profane de l'œuvre en se concentrant sur la victoire terrestre.
En composant un épitomé du Mahabharata, Pampa a pris soin de représenter les personnages principaux du Mahabharata sous leurs aspects les plus marquants. S'il suit généralement Vyasa, il prend aussi parfois quelques libertés. Il fait ainsi presque abstraction de Krishna et modifie légèrement Karna et Duryodhana. Les malheurs du premier le touchent au point de rendre sa chute face à Arjuna très émouvante. Il fait également de l'aîné des Kaurava un ami noble et sincère de Karna, peut-être comme une métaphore de sa propre relation avec Arikesari. 
Mais Pampa ne se contente pas de faire l'éloge de son mécène, son œuvre peut également se lire comme une évocation du royaume de Vemulavada (en) : Arjuna est parfois nommé « Hariga » ou « Ariga », des diminutifs d'Arikesari, le dieu Indra figure peut-être Indra III (en), son oncle maternel, et la description d'Hastinapur se confond avec la ville de Vemulavada. Alors qu'elle n'est pas composée spécifiquement en shlesha, Vikramarjuna Vijaya rappelle cette poésie du double-entendre qui a marqué la littérature indienne pendant des siècles.